# أقل خطأ
تُعتبر أقل خطأ (بالإنجليزية: Less Wrong)‏ مدونة أو منتدى للتواصل الاجتماعي على الإنترنت، وتركز على مناقشة الانحياز المعرفي، والفلسفة، وعلم النفس، والاقتصاد، والعقلانية والذكاء الاصطناعي، بالإضافة إلى مواضيع أخرى.

## هدفها
تروّج مدونة «أقل خطأً» لتغيرات في نمط الحياة يُعتقد بأنها تؤدي لتزايد العقلانية والتطوير الذاتي، وتركز منشوراتها غالباً على تجنب الانحياز فيما يتعلق باتخاذ القرار وتقدير الأدلة، ومن بين اقتراحات المدونة توظيف مبرهنة بايز كأداة لصنع القرارات، كما تركّز على الحواجز النفسية التي تعيق اتخاذ القرار السليم، بما في ذلك حالات الخوف والانحياز المعرفي، واللَّذان درسهما أخصائي علم النفس دانيال كانمان.

## تاريخها
تطورت مدونة «أقل خطأً» عن مدونة جماعية سابقة اسمها «تخطّي الانحياز»، انطلقت في تشرين الثاني/نوفمبر عام 2006 مركّزةً على العقلانية البشرية، وكان كل من إلييزر يودكوفسكي المنظّر في مجال الذكاء الاصطناعي، والاقتصادي روبن هانسون، المساهمين الرئيسيين فيها، وفي شباط/فبراير عام 2009 استُخدمت منشورات يودكوفسكي كبذور لإنشاء مدونة التواصل الاجتماعي «أقل خطأً»، بينما أصبحت «تخطي الانحياز» خاصة بهانسون، وفي عام 2017، أعلنت مجموعة ويدنفيلد ونيكولسون أنها ستنشر كتاباً عن «أقل خطأً» من تأليف توم شيفرز، مراسل بزفيد للعلوم.

### باسيليسك روكو
في تموز/يوليو عام 2010 نشر روكو على صفحة مدونة «أقل خطأً»، وهو مساهم بها أيضاً، تجربة فكرية مشابهة لرهان باسكال، تتضمن مستقبلاً خيّراً إن لم يكن ليعذب فيه نظام الذكاء الاصطناعي الكيانات المحاكية لأولئك الذين لم يجتهدوا لإيجاده، وأصبحت هذه الفكرة تُعرف بـ«باسيليسك روكو»، بناءً على اعتقاده بأن مجرد سماع نظام الذكاء الاصناعي الافتراضي ذاك بتلك الفكرة سيكسبه دوافع أقوى ليعتمد سياسة الابتزاز، إلا أن يودكوفسكي حذف منشورات يوكو حول هذه الفكرة تباعاً، مشيراً إليها بالـ«غبية»، وتم حظر مناقشات باسيليسك روكو على مدونة «أقل خطأً» لعدة سنوات، إلى أن رُفع الحظر عنها في تشرين الأول/أكتوبر عام 2015.
وتتضمن الإشارات لباسيليسك روكو في الثقافة الشعبية أفعال كل من شخصية غيلفويل في الحلقة الخامسة في الموسم الخامس من مسلسل وادي السيليكون، وشخصية روكوكو باسيليك في مقطع الفيديو الذي صورته غرايمز لأغنيتها «فليش ويذاوت بلود»، والذي سُمّي بشكل صريح نسبة لباسيليسك روكو، [11] كما تم التلميح له في حبكة العدد الثامن من كتاب الرسوم الهزلية «ماغنوس: مقاتل الروبوت» من تأليف فريد فان لينت، والعديد من الوب كوميكس، مثل «تجربة صندوق الذكاء الصنعي» الخاصة به إكس كيه سي دي، وشخصية ضابط الشرطة المدعو روكو باسيليسك في الوب كوميك كويستشونابل كونتنت.

## التنوير المظلم
اهتمت حركة التنوير المظلم بمدونة «أقل خطأً»، إذ جذبها النقاش على الموقع حول تحسين النسل وعلم النفس التطوري، بينما تنكّر يودكوفسكي لهذه الحركة بشدة.

## الغيرية الفعالة
ساهمت مدونة «أقل خطأً» في تطوير حركة الغيرية الفعالة.